# Улянды
Улянды (баш. Үләнде) — деревня в Абзелиловском районе Республики Башкортостан. Входит в Ташбулатовский сельсовет.
С 2005 года имеет современный статус.

## Географическое положение
Расположена на южном берегу озера Северные Улянды недалеко от восточной границы республики, в 39 км к северо-востоку от районного центра села Аскарова, в 220 км к юго-востоку от столицы республики города Уфы и в 27 км к северо-западу от города Магнитогорска.
В деревне находится железнодорожная станция Ташбулатово на железнодорожной ветке Карламан — Магнитогорск, известной как Башкирский БАМ.
Рядом с деревней проходит региональная автодорога 80К-026 Стерлитамак — Белорецк — Магнитогорск, от которой на север через деревню ответвляется региональная автодорога 80Н-047 Железнодорожная станция Ташбулатово — автодорога 80К-003 Белорецк — Учалы — Миасс через сёла Туишево и Баимово.

## История
Название происходит от лимнонима Улянды
Статус деревни, сельского населённого пункта, посёлок получил согласно Закону Республики Башкортостан от 20 июля 2005 года № 211-з «О внесении изменений в административно-территориальное устройство Республики Башкортостан в связи с образованием, объединением, упразднением и изменением статуса населенных пунктов, переносом административных центров», ст.1:

6. Изменить статус следующих населенных пунктов, установив тип поселения — деревня:
1) в Абзелиловском районе:…
 

с) поселка Улянды Ташбулатовского сельсовета

## Население
| 1968 | 2002 | 2009 | 2010 |
| ---- | ---- | ---- | ---- |
| 151  | ↘90  | →90  | ↘82  |

Национальный состав
Согласно переписи 2002 года, преобладающая национальность — башкиры (75 %).

## Достопримечательности
Озеро Северные Улянды.